# Trafność fasadowa
Trafność fasadowa - (ang. face validity) opisuje, jak postrzegają test osoby badane i czy - z ich punktu widzenia - jest adekwatny do celu, jaki winien realizować.
Brak trafności fasadowej, pomimo że test może być trafnym z punktu widzenia konkretnego celu, może przyczynić się do spadku motywacji u osób badanych, co wpływa bezpośrednio na osiągane wyniki bądź do odrzucenia testu.